# Saint-Maurice-la-Clouère
Saint-Maurice-la-Clouère è un comune francese di 1 221 abitanti situato nel dipartimento della Vienne nella regione della Nuova Aquitania.

## Società

### Evoluzione demografica
Abitanti censiti